# Scopula delicata
Scopula delicata är en fjärilsart som beskrevs av Samuel E. Cassino 1931. Scopula delicata ingår i släktet Scopula och familjen mätare. Inga underarter finns listade.